# 11 Eskadra Lotnictwa Łącznikowego
11 Eskadra Lotnictwa Łącznikowego (11 elł) – pododdział Wojsk Lotniczych.

## Formowanie i zmiany organizacyjne
W grudniu 1951 roku postanowiono na bazie lotniczego klucza łącznikowego IV Okręgu Wojskowego we Wrocławiu, utworzonego w 1949 roku, sformować jednostkę o większych możliwościach, o etacie nr 6/153. Etat przewidywał 111 żołnierzy i 8 pracowników kontraktowych. W następstwie tego, rozkazem Dowódcy Wojsk Lotniczych z 30 sierpnia 1952 roku powołano 11 Samodzielną Eskadrę Lotnictwa Łącznikowego, bazująca na lotnisku Wrocław-Strachowice. Pierwotnym wyposażeniem było 10 samolotów CSS-13.
W połowie 1954 roku nazwę zmieniono na 11 Eskadrę Lotnictwa Łącznikowego. W tym roku rozbiciu uległy pierwsze dwa samoloty CSS-13 (bez ofiar).
W 1956 roku eskadra została podporządkowana dowódcy 3 Korpusu Lotnictwa Mieszanego w zakresie sprawowania nadzoru nad szkoleniem lotniczym. W maju 1957 roku na wyposażenie zaczęły wchodzić nowocześniejsze samoloty Jak-12, a w 1960 – pierwsze śmigłowce SM-1, uzupełnione w 1963 przez SM-2. 3 sierpnia 1963 doszło do pierwszej katastrofy w jednostce – śmigłowca SM-1 na skutek urwania belki ogonowej (zginęło 2 lotników), a 1 września 1967 doszło do kolejnej (SM-2). 
W 1963 roku eskadra po inspekcji zajęła pierwsze miejsce pośród eskadr łącznikowych. W październiku 1967 piloci eskadry zdobyli 1. i 2. miejsce I Krajowych Zawodach Śmigłowcowych w Świdniku. W 1968 roku eskadra uczestniczyła w interwencji Układu Warszawskiego w Czechosłowacji, stacjonując w Hradec-Kralove.
W 1969 roku eskadra została włączona w skład 56 Pułku Śmigłowców
W 1991 roku eskadra została rozformowana.

## Dowódcy eskadry
- por. pil. Tadeusz Kołodziej (IX-XI 1952)[2]
- kpt. pil. Henryk Sarnowski (XI 1952 - IV 1954)[10]
- kpt. pil. Artur Jasek (IV 1954 - 1978)
- mjr. pil. Antoni Zaremba (p.o 1978 - 1979)
- ppłk pil. Eugeniusz Szul (1979 - 1982)
- mjr pil. Mirosław Golcz (1982 - 1991)
- mjr pil. Roman Trzak (1991 - 1992)

## Sprzęt
- CSS-13 (1952-)
- Jak-12 (1957-)[5]
- Jak-18 (1960-)[5]
- SM-1 (1960-)[5]
- SM-2 (1963-)[5]